# جيسيكا جاكسون هاتشينز
جيسيكا جاكسون هاتشينز (بالإنجليزية: Jessica Jackson Hutchins)‏ هي فنانة أمريكية، ولدت في 1971 في شيكاغو في الولايات المتحدة.